# David Grimberg
David Grimberg (São Paulo, 9 de abril de 1934-6 de agosto de 2017) fue un director de televisión de Brasil, conocido por dirigir el núcleo de las telenovelas SBT, en su asociación con Televisa.

## Telenovelas
- 2008/*2009 - Revelación (dirección general)
- 2007/*2008 - Amigos y Rivales (dirección general)
- 2007 - María Esperanza (dirección general)
- 2006 - Crystal (codirección)
- 2005/*2006 - Los ricos también lloran (dirección general)
- 2004/*2005 - Esmeralda (dirección general)
- 2004 - Seus Olhos (telenovela)
- 2003/*2004 - Canavial de la Pasión
- 2003 - Nunca te olvidaré
- 2002/*2003 - Plato pequeño
- 2002 - Marisol
- 2001/*2002 - Amor y Odio
- 2001 - Dreamer había picado
- 1998 - Fascination
- 1997 - Negro Perla
- 1996 - Los huesos del barón
- 1995 - Razón de Vivir
- 1995 - Sangre de Mi Sangre
- 1994 - Los alumnos del Rector
- 1994 - Hubo seis
- 1986 - Todo o nada
- 1986 - Doña Beija
- 1982 - Conflicto
- 1982 - Leona
- 1982 - Destino
- 1977 - El Espantapájaros
- 1976 - Jaque Mate
- 1975 - Un amor día
- 1973 - Un inspector que está ahí fuera, episodio de Casos Especiales
- 1972 - Shazan, Sheriff y Co.